# Luci Mari (governador)
Luci Mari (en llatí Lucius Marius L. F.) va ser un noble romà que va subscriure l'acusació de Publi Valeri Triari contra Marc Emili Escaure l'any 54 aC.
Probablement era el mateix Luci Mari que va ser qüestor l'any 50 aC i va succeir a Gai Sal·lusti en el govern de la província de Síria.